# (523665) 2012 RF15
(523665) 2012 RF15 es un asteroide que forma parte de los asteroides Amor y fue descubierto el 13 de septiembre de 2012 por el equipo del  Siding Spring Survey.

## Designación y nombre
Designado provisionalmente como 2012 RF15. 

## Características orbitales
2012 RF15 está situado a una distancia media del Sol de 2,055 ua, pudiendo alejarse hasta 2,892 ua y acercarse hasta 1,219 ua. Su excentricidad es 0,407 y la inclinación orbital 5,369 grados. Emplea 1076,14 días en completar una órbita alrededor del Sol.
Los próximos acercamientos a la órbita terrestre ocurrirán el 30 de julio de 2065, el 22 de agosto de 2068 y el 18 de septiembre de 2071.

## Características físicas
La magnitud absoluta de 2012 RF15 es 20,05.